# Alexandra Soumm
Alexandra Soumm (* 17. Mai 1989 in Moskau) ist eine französische Violinistin.

## Leben
Alexandra Soumm kam als Tochter einer russisch-ukrainischen Familie zur Welt. Sie begann im Alter von fünf Jahren mit dem Violinspiel. Um bei dem  Violinpädagogen Boris Kuschnir an der Musik und Kunst Privatuniversität der Stadt Wien Violine zu studieren, zog sie nach Wien und gewann bald darauf beim Eurovision Young Musicians 2004. Es folgten Soloauftritte mit den London Philharmonic, BBC London, NHK Tokio, Danish National Orchester, Münchner Symphoniker, Baltimore Symphony, Orchestre de Paris. Zu den Dirigenten, mit denen Alexandra Soumm konzertiert hat zählen Marin Alsop, Herbert Blomstedt, Rafael Frühbeck de Burgos, Georg Mark, Seiji Ozawa und Osmo Vänskä. 
Soumm ist weltweit als Solistin und Kammermusikerin tätig und ist Patin des  El Sistema France. Die von ihr gespielte Violine von Giovanni Battista Guadagnini ist eine Leihgabe im Rahmen der London Music Master Awards.

## Auszeichnungen
- 2004: Sieg beim Eurovision Young Musicians
- 2010: BBC Young Artist Prize

## Diskographie
- 2008: Violinkonzerte von Max Bruch und Niccolo Paganini (Dirigent: Georg Mark), Claves Label
- 2010: Edvard Grieg Violinsonaten, Claves Label